# Леополд Лудвиг фон Клайст
Леополд Лудвиг фон Клайст (на немски: Leopold Ludwig von Kleist; † 5 май 1790) е благородник от старинното знатно семейство фон Клайст.
Леополд Лудвиг фон Клайст се жени на 16 февруари 1762 г. за Антония Фридерика фон Шьонбург (* 10 юли 1723; † 15 март 1795), дъщеря на граф Ото Ернст фон Шьонбург (1681 – 1746) и графиня Вилхелмина Кристиана фон Золмс-Зоненвалде (1692 – 1772), дъщеря на граф Хайнрих Вилхелм II фон Золмс-Зоненвалде (1668 – 1718) и фрайин Йохана Маргарета от Фризия (1671 – 1694). Бракът е бездетен.